# Plasticiteit (materiaalkunde)

Spanning-rekdiagram (spanning σ vs. rek ε) dat de drie opeenvolgende 'zones' van het vervormingsproces in materialen weergeeft: via elastische deformatie (blauw) en plastische deformatie (groen) naar breuk (rood).

Plasticiteit is de eigenschap van een materiaal op plastische of ductiele wijze te vervormen of deformeren als gevolg van mechanische spanning. Het is in de materiaalkunde en natuurkunde (continuümmechanica) het type vervorming waarbij een materiaal permanent vloeit en vervormt. Plasticiteit is het vermogen van een vast materiaal om permanente vervorming te ondergaan, een niet-omkeerbare vormverandering als reactie op uitgeoefende krachten. Bijvoorbeeld, een massief stuk metaal dat wordt gebogen of in een nieuwe vorm wordt geslagen, vertoont plasticiteit omdat er permanente veranderingen optreden in het materiaal zelf. In de materiaalkunde staat de overgang van elastisch gedrag naar plastisch gedrag bekend als de vloeigrens, er wordt ook wel gezegd dat het materiaal begint te "vloeien". 
Plasticiteit is dan ook niet hetzelfde als elasticiteit, dat iets zegt over de omkeerbare vervorming van een materiaal. Vervorming vindt plaats als een kracht op het materiaal wordt uitgeoefend (bijvoorbeeld druk- of trekkracht). Bij plastische vervorming raakt de vervorming niet vanzelf ongedaan als deze kracht wordt weggenomen, in tegenstelling tot elastische vervorming. Plastische vervorming gaat vaak samen met elastische vervorming; in dat geval is bij het wegnemen van de kracht slechts een deel van de vervorming blijvend. 
Plastische vervormingen hebben groot technisch belang in de productietechniek: walsen, dieptrekken, smeden, extruderen of draadtrekken zijn voorbeelden van plastische vervormingen. In het ontwerp van staalconstructies kan het optreden van plastische vervorming meegenomen worden in de constructieberekening, en daarmee mede bepalend zijn voor de vereiste dimensionering.

## Overzicht
Plastische vervorming is een term uit de materiaalkunde die iets zegt over het gedrag van materiaal wanneer er een kracht op wordt uitgeoefend. 
Plastische vervorming van materiaal wordt veroorzaakt doordat er een kracht op wordt uitgeoefend (bijvoorbeeld druk- of trekkracht). In tegenstelling tot bij elastische vervorming wordt de vervorming echter niet ongedaan gemaakt wanneer de kracht weer wordt weggenomen. Plastische vervorming gaat vaak samen met elastische vervorming; in dat geval is bij het wegnemen van de kracht slechts een deel van de vervorming blijvend. 
De maximale trekspanning die een constructie-element (bijvoorbeeld stalen kolom) kan verdragen zonder grote (merkbare) plastisch vervorming te veroorzaken heet de elasticiteitsgrens of vloeigrens. Bij berekenen en dimensioneren van een stalen constructie, zal men steeds ervoor zorgen dat de spanning in dat element kleiner blijft dan de vloeigrens.

## Aspecten

Voorbeelden van trekstaafjes en vormen van breuk met (a) brosse breuk, (b) breuk na enige plastische deformatie, (c) breuk na bijna volledige plastische deformatie.

### Trekproef maakt plastische deformatie zichtbaar
Plastische deformatie kan in materiaalkunde-practicum zichtbaar gemaakt worden met een trekproef, waarin trekstaafjes of een stuk materiaal uit elkaar getrokken worden in een trekbank, zie afbeelding. Het materiaal wordt hierbij aan de uiteinden ingeklemd in twee klemmen. Een klem staat vast en een klem kan omhoog bewegen, waarmee het materiaal uit elkaar wordt getrokken, en inwendig onder trekspanning gezet wordt.   
Bij materiaalonderzoek wordt veelal gebruik gemaakt van ronde trekstaafjes met een standaardformaat (zie eerste figuur). Bij de uitvoering van de trekproef treedt niet altijd plastische deformatie op. Bepaalde materialen, zoals hout of gietijzer, zullen onder steeds grotere druk op een gegeven moment vrijwel ineens knappen, wat resulteert in brosse breuk (a). Taai materiaal zoals, staal of aluminium, zal bij een trekproef onder steeds grotere druk op een gegeven moment inkepen, en gaan vloeien. Daarbij vindt een blijvende vervorming plaats. 
Bij een trekproef zal taai materiaal onder een gegeven druk gaan inkepen en vloeien, die daarna bij de trekproef zelf vrij snel breekt. Het kan zijn dat er na enige inkeping een brosse breuk optreedt (b), maar het materiaal kan ook verder vloeien tot een klein puntje over is (c).

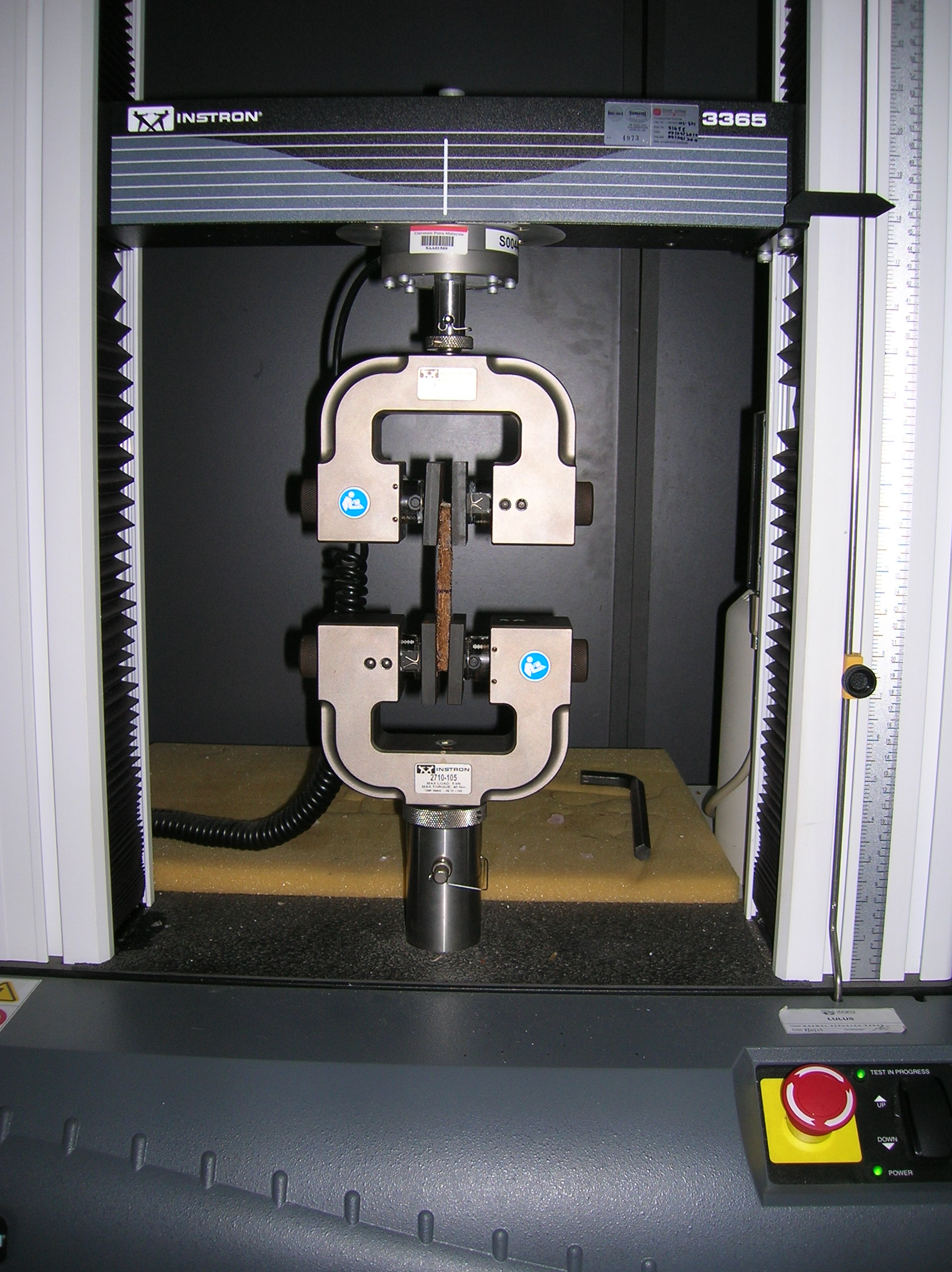
Trekbank met composietmateriaal.

- 1: Treksterkte σUTS
- 2: Vloeigrens σY
- 3: Breuk
- 4: Verstevigings-gebied
- 5: Insnoerings-gebied
- A: Nominale spanning (F/A0)
- B: Ware spanning (F/A)
- rood: Nominale curve
- blauw: Ware curve

### Kwantificeren van plastische vervorming
Bij de trekproef kan de plastische vervorming, ofwel de mate van uitrekking, en de daarbij optredende spanning worden gemeten. De optredende vervorming en spanning kan worden uitgezet in een spanning-rekdiagram. In de vervorming, die tot uiteindelijk tot de breuk leidt, zijn vier stadia onderscheiden. Deze stadia, in het spanning-rekdiagram langs de horizontale as weergegeven, zijn: 
Elastische deformatie
Tot punt 2: elastisch gebied, waarbij elastische deformatie optreedt.
Plastische deformatie
Vanaf punt 2: fase van vloeien, waarbij het materiaal als een vloeistof reageert
Gebied 4: versteviging, waarbij door het dislocaties in het materiaal optreden waarmee het materiaal verstevigt.
Gebied 5: insnoering, die leidt tot de breuk (3).
Uit het diagram kunnen verschillende zaken worden afgeleid, zoals elasticiteitsmodulus, de proportionaliteitsgrens (a), elasticiteitsgrens (b), onderste vloeigrens (c), en de treksterkte (e) (zie verder uitleg bij het spanning-rekdiagram).

### Micro-niveau
Metalen zijn opgebouwd uit eenvoudige kristallen van ionen, waartussen de elektronen vrij kunnen bewegen. Bij het stollen vanuit vloeibare vorm ontstaan min of meer gelijktijdig kristallen met verschillende oriëntatie die uitgroeien tot ze de ruimte volledig opvullen. Het resultaat is een polykristallijn geheel met tweelingen, talloze puntfouten (vacatures, intersitieel- of substitutie-defect in het kristalrooster) en lijnfouten die gepaard gaan met spanningen in het materiaal.
Bij plastische vervorming glijden kristalblokken langs elkaar, waarbij nieuwe lijnfouten ontstaan en de materiaalspanning toeneemt. Hiermee neemt de weerstand tegen verdere vervorming toe, wat tot uitdrukking komt in een grotere hardheid. Bij eenkristallen, enkelvoudige kristallen zonder fouten, is plastische vervorming het gemakkelijkst. Ook het kristalrooster van het metaal kan van invloed zijn: een hexagonaal kristalrooster is bijvoorbeeld aanmerkelijk moeilijker te vervormen dan een kubisch ruimtelijk gecentreerd rooster.
Bij toevoeging van ionen van een ander metaal, legeren, kunnen spanningen ontstaan wanneer de 'vreemde' ionen niet goed in het kristalrooster passen. Dit maakt plastische vervorming moeilijker en de hardheid groter.